# Srimara
Srimara is een geslacht van kevers uit de familie van de loopkevers (Carabidae). De wetenschappelijke naam van het geslacht is voor het eerst geldig gepubliceerd in 1978 door R.T. & J.R. Bell.

## Soorten
Het geslacht Srimara is monotypisch en omvat slechts de volgende soort:
- Srimara planicollis R.T. & J.R. Bell, 1978